# Telecanal
Telecanal è un'emittente televisiva privata cilena.

## Principali programmi
- Click, la máquina de la diversión
- Teleclip
- Teletiempo
- Mujeres Destacadas
- Toonbox
- Caminando Chile
- Reino Animal
- NCIS
- Hechiceras
- Pinky Dinky Doo
- Patrulla de Sapitos
- Barney & Friends
- Thomas y Sus Amigos
- Bob el Constructor
- Plaza Sesamo
- Chespirito
- Histeria
- Lo que Callamos las Mujeres
- Pasión Morena
- Sortilegio
- La Costera y el Cachaco
- Lilo y Stitch
- Es Tan Raven
- My Wife & Kids
- Casa del Ratón
- La Familia Proud
- Decisiones
- El Último Matrimonio Feliz
- The Dead Zone
- Alias
- X-Men
- Hércules
- El Chapulín Colorado
- Xena
- Bucky
- Curious George
- Mi Padre, el Rockero
- El Show de Pingu
- Sonic X
- Kim Possible
- Beyblade
- Bakugan
- Hulk
- Batman
- Amazonas
- El Mundo Perdido
- Una Vez Más
- Battlestar Galactica
- Largo Winch
- Una y Otra Vez
- Pan Killer Jane
- Flash Gordon
- Good vs. Evil
- BoomTown
- The Agency
- She Spies
- Survivor
- NCIS: LA
- NCIS: Navy
- Reino Animal
- Monk
- X-Calibur
- Poné a Francella
- Di-Gata Defenders
- La Ley y La Orden
- Cine Prime